# NGC 4804
NGC 4804 (NGC 4802) je lećasta galaktika u zviježđu Gavranu. Naknadno je utvrđeno da je NGC 4802 ista galaktika.

## Vanjske poveznice
- (engl.) SEDS: NGC 4804
- (engl.) Revidirani Novi opći katalog
- (engl.) Izvangalaktička baza podataka NASA-e i IPAC-a
- (engl.) Astronomska baza podataka SIMBAD
- (engl.) VizieR